# Мини Коледа
„Мини Коледа“ (на английски: Tiny Christmas) е канадски коледен телевизионен филм, който е излъчен премиерно по Nickelodeon на 2 декември 2017 г. Режисьор е Джонатан Розънбаум, а сценарият е на Джейми Наш, Грег Росен и Браян Сойер, и във филма участват Рийл Даунс, Лизи Грийн и Греъм Маккбомб и Пану.

## В България
В България филмът е излъчен по локалната версия на „Никелодеон“ на 24 декември 2017 г. с нахсинхронен дублаж на български език, записан в студио „Александра Аудио“.
По-късно е достъпен в стрийминг платформата SkyShowtime.
| Роля           | Изпълнител               |
| -------------- | ------------------------ |
| Ема            | Августина-Калина Петкова |
| Гари           | Момчил Степанов          |
| Елфонсо        | Цвети Пеняшки            |
| Командир Чил   | Явор Караиванов          |
| Баркли         | Ива Стоянова             |
| Госпожа Финдли | Василка Сугарева         |